# Kalybé
Kalybé je v řecké mytologii nymfa, manželka trojského krále Láomedóna a matka Bucolióna.